# Liétor
Liétor és un municipi de la província d'Albacete, que es troba a 61 km de la capital de la província, en la vall del riu Mundo. El 2005 tenia 1.537 habitants, segons dades de l'INE. Comprèn les pedanies de Cañada de Tobarra, Casablanca, El Ginete, Mullidar, Talave, Hijar y la Alcadima

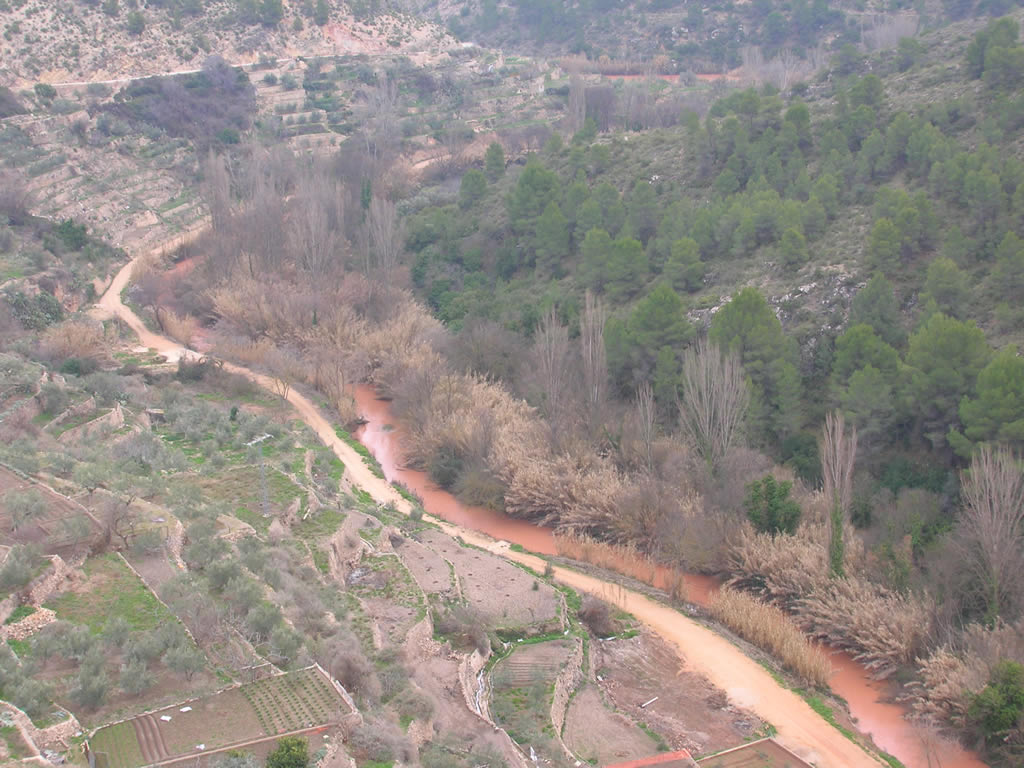
Vista del riu Mundo (febrer de 2006)
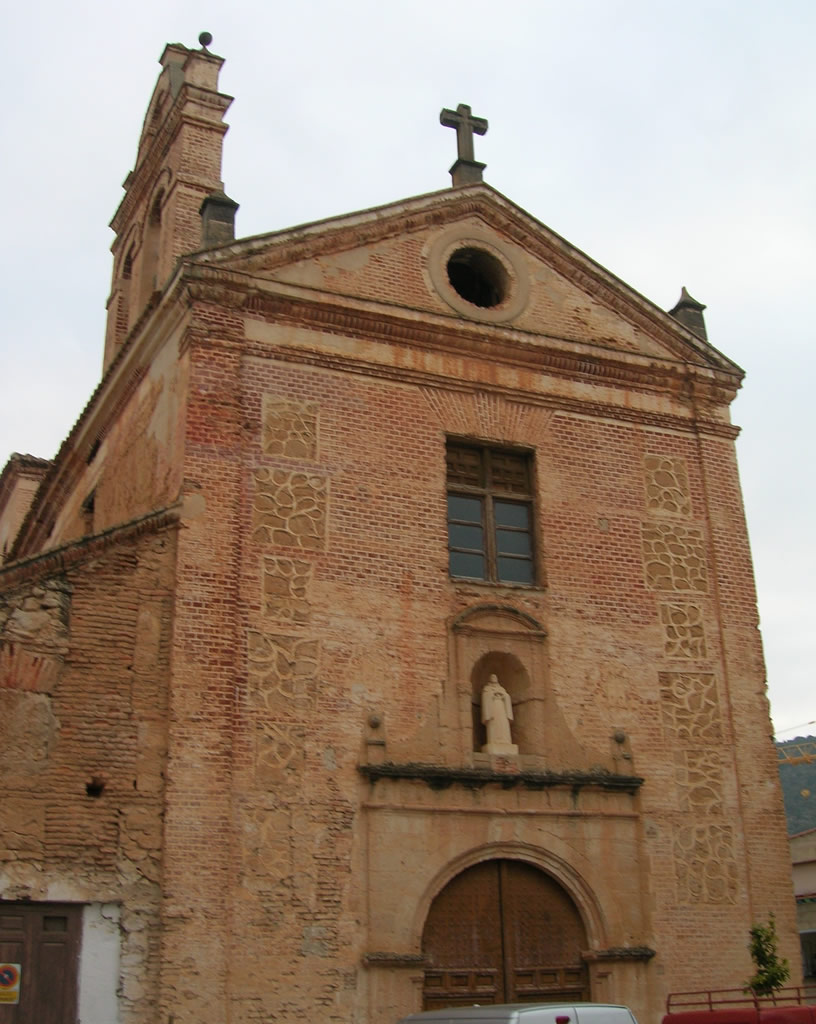
Convent de les Carmelites Descalces, segle XVII
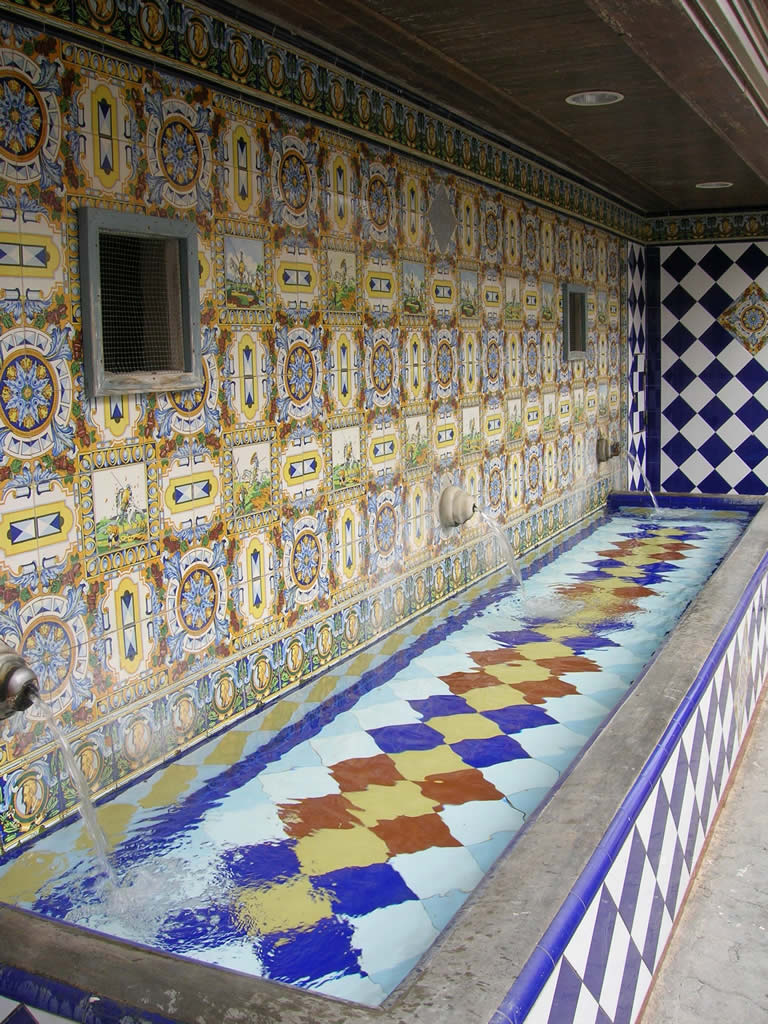
Font del Pilar